# Suit & Tie
«Suit & Tie» — песня, написанная Тимбалэндом, Джастином Тимберлейком, Джеромом «J-Roc» Хармоном, Джеймсом Фаунтлеройем и Шоном Картером и записанная Тимберлейком для его третьего студийного альбома The 20/20 Experience (2013). Спродюсированная Тимбалэндом, Тимберлейком и Хармоном, композиция была выпущена лейблом RCA, как первый сингл из альбома 14 января 2013 года.

## Предыстория и релиз
В сентябре 2006 года Тимберлейк выпустил свой второй студийный альбом FutureSex/LoveSounds, который был положительно оценен критиками и получил коммерческий успех. Из альбома было выпущено шесть синглов, в том числе ставшие мировыми хитами «SexyBack», «My Love» и «What Goes Around... Comes Around». После мирового турне в поддержку пластинки исполнитель взял паузу в своей музыкальной карьере и сконцентрировался на профессии актёра. В августе 2012 года продюсер Джим Бинз сообщил, что Тимберлейк начал работать над новым музыкальным проектом. Однако вскоре после заявления, представители певца заявили, что у него нет никаких определённых планов по записи нового альбома и подтвердили только то, что Тимберлейк записывал музыку для нового альбома Тимбалэнда Shock Value III..
Вначале 2013 года Тимберлейк сообщил через свой аккаунт в сети Твиттер: «Полагаю, что Я ГОТОВ», — после чего поместил там же ссылку на YouTube-видео, на котором была запись того, как он идёт в студию звукозаписи и рассказывает о том, как ему не терпится опубликовать новые песни. В минутном видео Тимберлейк показан в студии и его голос за кадром рассказывает, почему он так долго не выпускал новый альбом. Позже на официальном сайте певца начался отсчёт времени до 12 часов 14 января, что породило слухи о появлении в эту дату нового сингла. Песня стала доступна для радиоротации и цифровых загрузок заявленного числа.

## Реакция критики
Майкл Крегг из The Guardian писал, что «Suit & Tie» звучит, как работа человека, который «наслаждается просто тем фактом, что снова создаёт музыку», а не того, кто «отчаянно пытается переизобрести поп-музыку, вслед за последними веяниями кризиса в танцевальной музыке». Критик утверждал, что песня не похожа на «революционный в звучании, убедительный, прорывной» сингл, каким был «SexyBack» (2006), но стал скорее чем-то средним между синглами исполнителя «Señorita» и «Summer Love». Обозреватель The Independent отмечал, что Тимберлейк стал петь «на октаву ниже» и сравнивал композицию с синглами «Rock Your Body» и «SexyBack». Стивен Доуснер из Pitchfork дал положительную оценку песне, похвалив вокальные партии певца и продюсерскую работу Тимбалэнда, написав, что «Тимбалэнд наложил ровный бит поверх раскатов маримбы и глиссандо арфы, которые вполне мог позабыть в монтажной Марвин Гэй, ну а Тимберлейк подчёркивает всё это этаким тягучим, лёгким фальцетом». Однако Доуснер раскритиковал рэп от Jay-Z.

## Чарты
| Чарт (2013)                           | Высшая позиция |
| ------------------------------------- | -------------- |
| Австралия (ARIA)                      | 9              |
| Австрия (Ö3 Austria Top 40)           | 40             |
| Бельгия/Фландрия (Ultratop 50)        | 9              |
| Бельгия/Валлония (Ultratop 50)        | 13             |
| Канада (Billboard Canadian Hot 100)   | 3              |
| Чехия (Rádio — Top 100)               | 45             |
| Дания (Tracklisten)                   | 1              |
| Франция (SNEP)                        | 8              |
| Ирландия (IRMA)                       | 16             |
| Израиль (Media Forest)                | 6              |
| Italy (Musica e Dischi)               | 29             |
| Japan (Billboard Japan Hot 100)       | 14             |
| Нидерланды (Dutch Top 40)             | 18             |
| Новая Зеландия (Recorded Music NZ)    | 14             |
| Шотландия (OCC Scotland)              | 7              |
| Словакия (Rádio — Top 100)            | 38             |
| South Korea Gaon International Chart  | 1              |
| Испания (PROMUSICAE)                  | 17             |
| Швейцария (Schweizer Hitparade)       | 32             |
| Великобритания (OCC UK Hip Hop/R&B)   | 3              |
| Великобритания (OCC UK Singles)       | 3              |
| США (Billboard Hot 100)               | 4              |
| US Pop Songs (Billboard)              | 14             |
| США (Billboard Hot R&B/Hip-Hop Songs) | 1              |
| US Adult Pop Songs (Billboard)        | 17             |

## История релиза
| Страна         | Дата           | Формат               | Лейбл       |
| -------------- | -------------- | -------------------- | ----------- |
| Аргентина      | 14 января 2013 | Цифровая дистрибуция | RCA Records |
| Австралия      | 14 января 2013 | Цифровая дистрибуция | RCA Records |
| Австрия        | 14 января 2013 | Цифровая дистрибуция | RCA Records |
| Бразилия       | 14 января 2013 | Цифровая дистрибуция | RCA Records |
| Канада         | 14 января 2013 | Цифровая дистрибуция | RCA Records |
| Чили           | 14 января 2013 | Цифровая дистрибуция | RCA Records |
| Чехия          | 14 января 2013 | Цифровая дистрибуция | RCA Records |
| Дания          | 14 января 2013 | Цифровая дистрибуция | RCA Records |
| Эквадор        | 14 января 2013 | Цифровая дистрибуция | RCA Records |
| Финляндия      | 14 января 2013 | Цифровая дистрибуция | RCA Records |
| Германия       | 14 января 2013 | Цифровая дистрибуция | RCA Records |
| Венгрия        | 14 января 2013 | Цифровая дистрибуция | RCA Records |
| Ирландия       | 14 января 2013 | Цифровая дистрибуция | RCA Records |
| Италия         | 14 января 2013 | Цифровая дистрибуция | RCA Records |
| Япония         | 14 января 2013 | Цифровая дистрибуция | RCA Records |
| Монголия       | 14 января 2013 | Цифровая дистрибуция | RCA Records |
| Нидерланды     | 14 января 2013 | Цифровая дистрибуция | RCA Records |
| Новая Зеландия | 14 января 2013 | Цифровая дистрибуция | RCA Records |
| Норвегия       | 14 января 2013 | Цифровая дистрибуция | RCA Records |
| Польша         | 14 января 2013 | Цифровая дистрибуция | RCA Records |
| Португалия     | 14 января 2013 | Цифровая дистрибуция | RCA Records |
| Россия         | 14 января 2013 | Цифровая дистрибуция | RCA Records |
| Испания        | 14 января 2013 | Цифровая дистрибуция | RCA Records |
| Швеция         | 14 января 2013 | Цифровая дистрибуция | RCA Records |
| Швейцария      | 14 января 2013 | Цифровая дистрибуция | RCA Records |
| Великобритания | 14 января 2013 | Цифровая дистрибуция | RCA Records |
| США            | 14 января 2013 | Цифровая дистрибуция | RCA Records |